# Aammangaaq

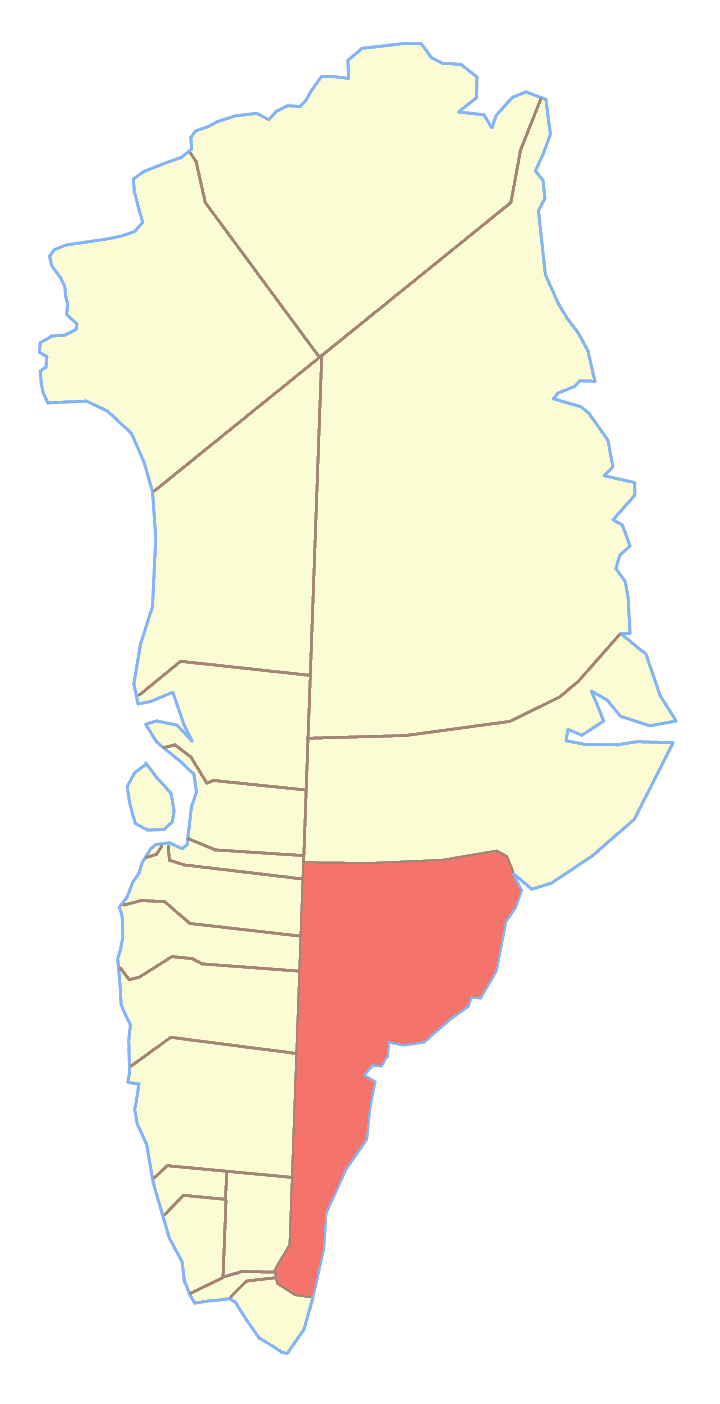
Ex comune di Ammassalik, dove si trovava l'Aammangaaq

L'Aammangaaq (danese: Præstefjeld) è una montagna della Groenlandia di 641 m. Si trova a 65°38'N 37°43'O; appartiene al comune di Sermersooq.